# 圣米翁
圣米翁（法語：Saint-Myon，法語發音：[sɛ̃ mjɔ̃]），又称圣米永，是法国多姆山省的一个市镇，属于里永区。

## 地理
圣米翁（45°59'36"N, 3°7'50"E）面积5.51 平方千米，位于法国奥弗涅-罗讷-阿尔卑斯大区多姆山省，该省份为法国中南部省份，北起阿列省接壤，东临卢瓦尔省，南至上盧瓦爾省和康塔爾省，西接科雷兹省和克勒兹省。
与圣米翁接壤的市镇（或旧市镇、城区）包括：阿尔托讷、博雷加尔旺东、孔布龙德、莫尔日河畔尚巴龙。
圣米翁的时区为UTC+01:00、UTC+02:00（夏令时）。

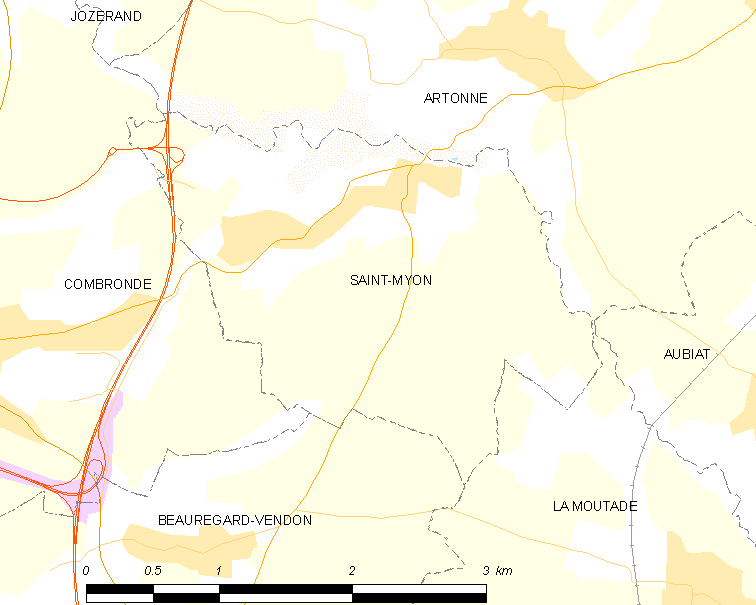
圣米翁的OSM定位图

## 行政
圣米翁的邮政编码为63460，INSEE市镇编码为63379。

## 政治
圣米翁所属的省级选区为圣乔治德蒙斯县。

## 人口

1962-2008年间圣米翁人口变化图示

圣米翁于2022年1月1日时的人口数量为553人。